# Mitreu de São Clemente

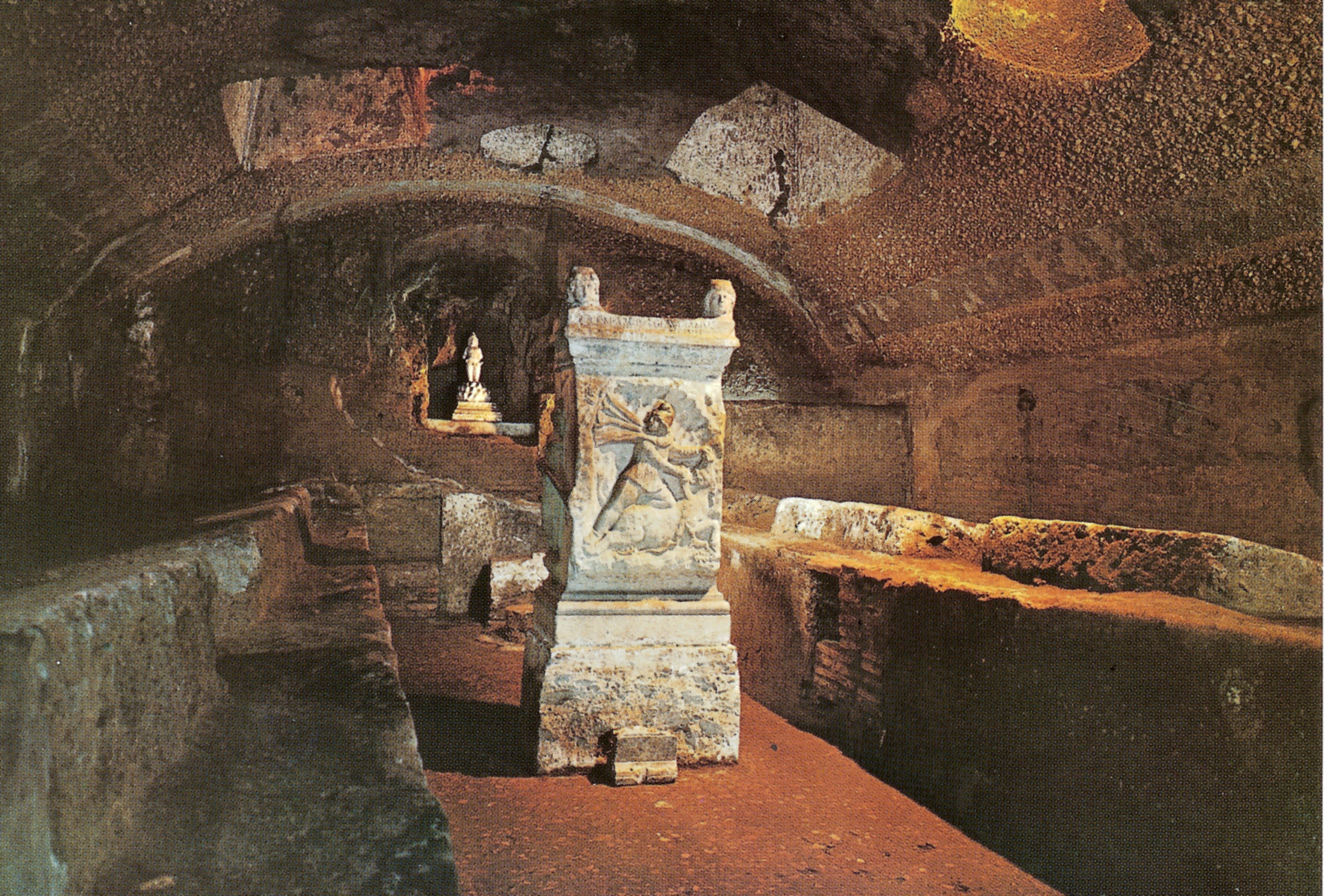
Vista do mitreu com o altar no centro.

Mitreu de São Clemente era um mitreu que hoje está localizado abaixo da Basílica de São Clemente, no vale entre os montes Célio e Esquilino em Roma. 

## Escavações no local
Abaixo da Basílica de São Clemente foram encontrados restos de várias estruturas romanas. Os mais antigos são os de um edifício de planta retangular delimitado por muros de grossos blocos de tufo. Os lados mais curtos mediam 29,60 metros e os mais longos, onde ficavam uma série de ambientes menores, ainda não foram completamente escavados. Estes recintos, que se alinham com o muro externo, têm 4,30 metros de largura e são cobertos por abóbadas de berço em opus reticulatum intercalado com tijolos (opus mixtum); no sentido do comprimento, estes recursos estão transpassados pelo muro de sustentação do edifício logo acima (mais recente). Com base nas técnicas de construção utilizadas, o edifício foi datado no século I a.C., antes do grande incêndio de 64. Segundo o arqueólogo Filippo Coarelli, estes recintos podem ter sido uma oficina de cunhagem de moedas, construída depois que a anterior, que ficava no Capitólio, pegou fogo em 80 a.C..

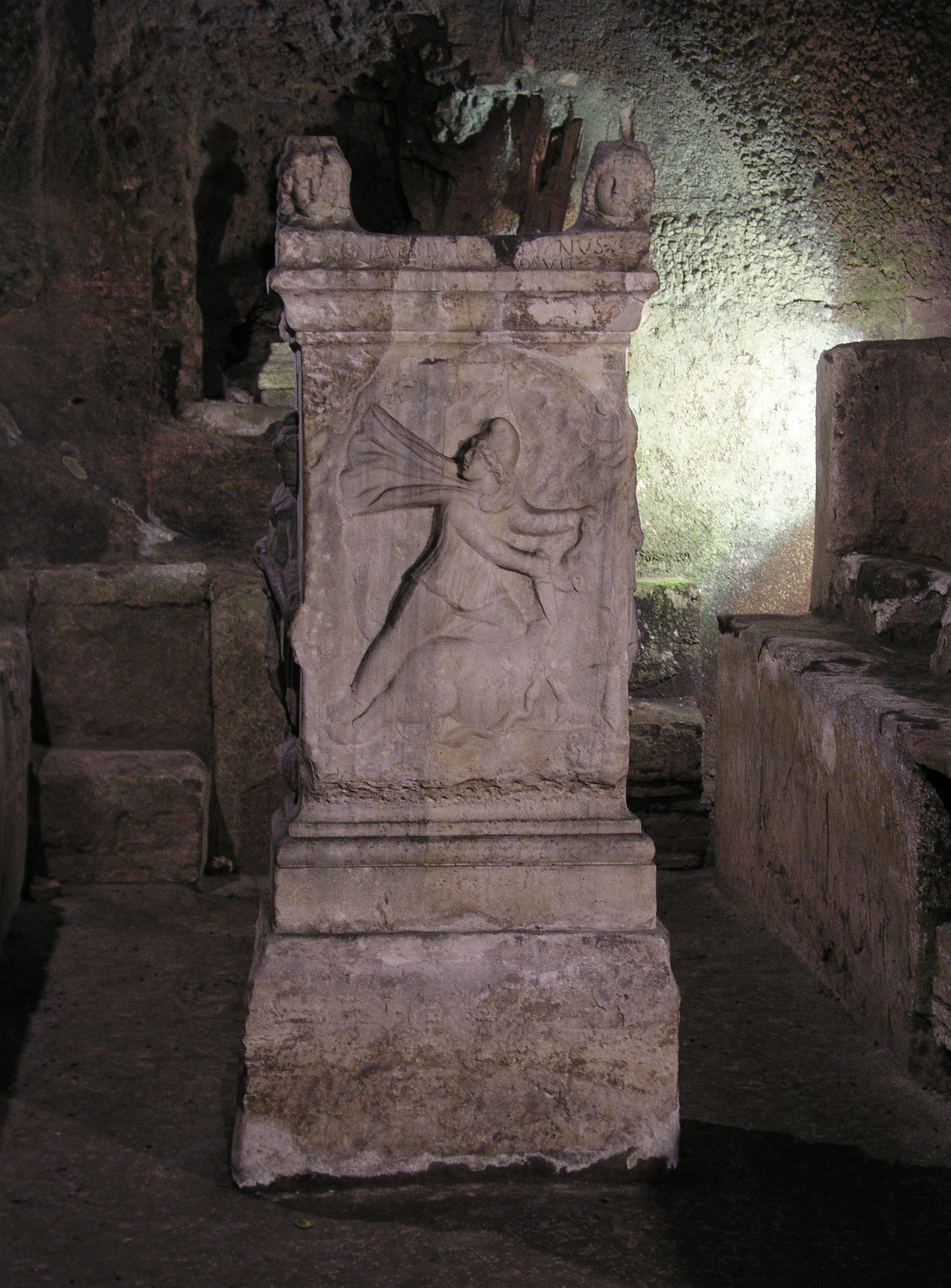
Detalhe do altar.

Na segunda metade do século II d.C. foi construída uma segunda habitação, no fundo da primeira e da qual não se conhece ainda o ponto de entrada. Naquele que era o piso térreo havia quatro fileiras de quartos, dois dos quais com o teto decorado com estuque; quatro deles rodeiam um pátio interno e uma escada leva ao andar superior, do qual restam apenas o muro oriental e algumas paredes internas. É possível que este piso térreo já estivesse no subsolo desta nova habitação e que a entrada fosse pelo primeiro andar como sugere a presença da abóbada de berço no edifício de tufo, que sustenta o pavimento deste nível.

## Mitreu
No segundo quarto do século III, o pátio interior desta segunda habitação da época imperial foi transformado num mitreu: as portas que davam para o pátio foram emparedadas e foi construída uma nova abóbada de berço sobre ele, decorada com estrelas, uma simbologia tipicamente mitraísta. No fundo foi criado um nicho onde ficava uma estátua do deus Mitra e que era colocada sobre um altar, ainda in situ, decorado com uma cena de tauroctonia ("Mitra sacrificando um touro") no lado principal e os dois tocheiros Cautes e Cautopates nas laterais. Ao longo das paredes laterais ficavam bancos em cantaria onde se sentavam os fieis.

## Basílica
Entre em 250 e 275, aquele que era o primeiro andar da habitação imperial foi modificado pela construção de um edifício de tijolos que, no seu lado norte, incorporou as construções mais antigas. Não existem restos de paredes internas e supõe-se que se tratava de uma grande sala dividida em duas ou três pequenas nave com várias aberturas laterais que davam para fora (ou para a rua) ou para outras salas. É possível que tenha sido o primitivo título de São Clemente, citado nas fontes antigas. No século IV, esta sala foi transformada na basílica inferior, ainda hoje visível, com a construção de uma abside e duas fileiras de colunas no interior, a reabertura de janelas e a construção de um pórtico e outras salas de serviço (talvez as pastoforia) no exterior. As proporções, de largura notável em relação à altura sugerem uma data no século IV para a basílica superior, que, assim como a basílica mais antiga, conserva suas três naves.